# Монарх-довгохвіст анобонський
Монарх-довгохвіст анобонський (Terpsiphone smithii) — вид горобцеподібних птахів родини монархових (Monarchidae). Ендемік Екваторіальній Гвінеї. Раніше вважався конспецифічним з іржастим монархом-довгохвостом.

## Поширення і екологія
Анобонські монархи-довгохвости є ендеміками острова Аннобон в Гвінейській затоці. Вони живуть у вологих тропічних лісах.